# Gesundheitstourismus
Gesundheitstourismus ist ein Oberbegriff für Reisen, bei denen medizinische Behandlungen und Gesundheitsdienstleistungen einen Schwerpunkt bilden. Zweck des touristischen Aufenthalts sind die physische wie auch psychische Erhaltung, Stabilisierung und Wiederherstellung der Gesundheit. Das Spektrum an gesundheitsbezogenen und medizinischen Maßnahmen reicht dabei von Wellness und Fitness über Kur, Rehabilitation und Krankheitsprävention bis hin zu operativen Eingriffen.
Weltweit erfährt der Gesundheitstourismus aufgrund des demographischen Wandels zunehmende gesellschaftliche wie auch wirtschaftliche Bedeutung. Die steigende Lebenserwartung der Bevölkerung bei zugleich rückläufiger Geburtenentwicklung belastet vor allem die Gesundheitssysteme in den westlichen Industrieländern. Dies liegt darin begründet, dass die Zahl der Beitragszahler abnimmt und Eigenvorsorge somit immer wichtiger wird. Aber auch die Zunahme von Zivilisationskrankheiten wie Herz-Kreislauf-Erkrankungen und Allergien macht eine verstärkte Selbstbeteiligung an den Krankenkosten wahrscheinlich.
Die Welttourismusorganisation (UNWTO) sieht den Gesundheitstourismus als einen eigenständigen Teilbereich des Tourismus. Als Interdisziplin ist er an der Schnittstelle von Ökologie, Wirtschaft, Soziologie, Medizin, Psychologie und Geographie zu verorten.
An verschiedenen deutschen Universitäten und Hochschulen hat sich Gesundheitstourismus, zumeist als Unterdisziplin wirtschaftlich-touristischer Studiengänge, etabliert. An Berufsfachschulen gibt es den Abschluss des Assistenten für Gesundheitstourismus.

## Begriffliche Einordnung
Im Zuge der 9. Nationalen Branchenkonferenz Gesundheitswirtschaft 2013 in Rostock wurde in einem Expertenforum folgende Definition geprägt: Der Gesundheitstourismus ist jener Zweig, der Gesundheits- und Tourismuswirtschaft, der zur Erhaltung und Wiederherstellung und zum Wohlbefinden, insbesondere unter Inanspruchnahme medizinisch fundierter Dienstleistungen, beiträgt. Der Begriff umfasst weitere Bezeichnungen wie gesundheitsorientierter Urlaub, Erholungstourismus, Kur- und Rehabilitationstourismus, Gesundheitsvorsorgetourismus, Wellness- und Fitnesstourismus sowie Patienten- und Medizintourismus. Die Abgrenzungen zwischen den verschiedenen Termini sind dabei nicht immer eindeutig.
Gesundheitstourismus setzt sich aus den Begriffen „Gesundheit“ und „Tourismus“ zusammen. Die Weltgesundheitsorganisation (WHO) definiert Gesundheit als einen „Zustand des vollständigen körperlichen, geistigen und sozialen Wohlergehens und nicht nur als das Fehlen von Krankheit oder Gebrechen“ („Health is a state of complete physical, mental and social well-being and not merely the absence of disease or infirmity“). Der Begriff Tourismus wird oft synonym verwendet mit der Bezeichnung „Fremdenverkehr“.
Laut Welttourismusorganisation (UNWTO) liegt ein touristischer Aufenthalt dann vor, wenn die Reisenden an einem Ort außerhalb ihres gewohnten Umfeldes übernachten und sich dort aus Freizeit-, geschäftlichen oder anderen Gründen nicht länger als ein Jahr aufhalten. Tagestouristen sind in dieser Definition somit nicht enthalten.
Zusammengefasst beinhaltet der sog. Gesundheitstourismus den wohnortfernen Aufenthalt mit dem primären Ziel, die eigene Gesundheit zu fördern, zu erhalten oder wiederherzustellen. Die Inanspruchnahme gesundheitsbezogener und medizinischer Dienstleistungen kann dabei in Wellness- und Kurhotels, Thermen, Kurmittelhäusern, Gesundheitszentren, Rehabilitationskliniken sowie in Akutkrankenhäusern erfolgen. Als weitere Reisemotive sind neben der indikationsunspezifischen Gesundheitsförderung durch Bewegung, Ernährung und Entspannung auch Präventionsmaßnahmen, insbesondere im kurativen Kontext von Kliniken und Rehabilitationszentren, zu nennen.

## Grundsätzliche Motive im Gesundheitstourismus
Die Bereitschaft potenzieller Gäste, präventiv etwas für die eigene Gesundheit zu tun und dies dann auch selbst zu bezahlen, wird zukünftig wachsen. Für Gesundheitstouristen gibt es drei grundsätzliche Motive.

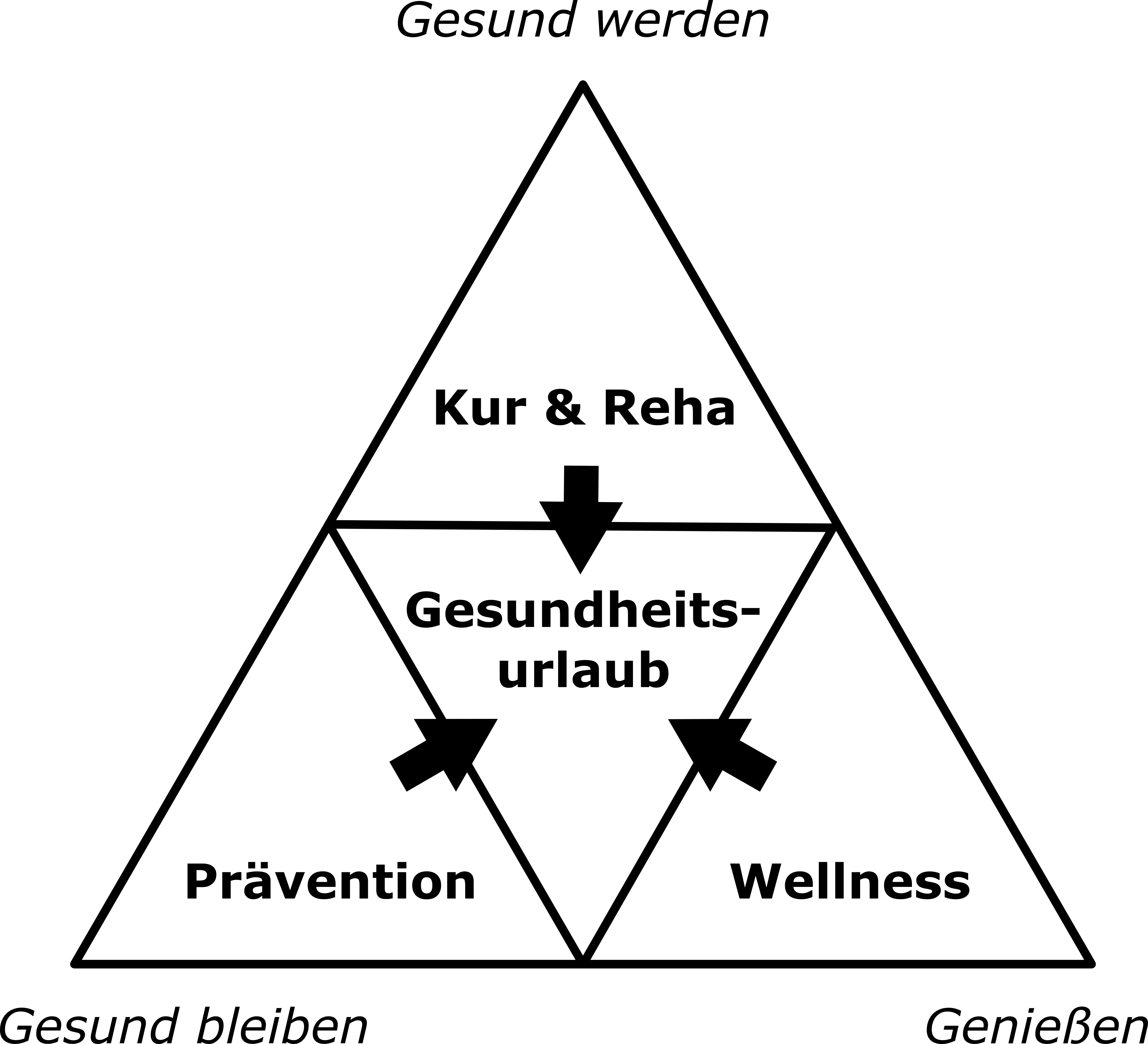
Grundsätzliche Motive im Gesundheitstourismus

- Hierzu zählt zum einen Wellness. „Wellness wird primär definiert als eine Wiederherstellung der durch den Beschleunigungstrend und die Komplexitätssteigerung verloren gegangenen Balance im Leben (Horx)“.[16] Wellness ist inzwischen zu einer Art gesundheitsbewusster Lebenseinstellung geworden, bei der eine Balance der drei Elemente Körper, Geist und Seele angestrebt wird.[17]
- Ein weiteres grundsätzliches Motiv ist die Prävention. Prävention als Früherkennung und Behandlung drohender Erkrankungen wird in drei Bereiche unterschieden (primäre, sekundäre und tertiäre Prävention).
- Als drittes grundlegendes Motiv wird Kur & Rehabilitation gesehen. Die Rehabilitation hat die Wiedererlangung der Gesundheit und Einsatzfähigkeit im Berufsleben bis zum höchstmöglichen Grad nach völligem oder teilweisem Verlust der Erwerbstätigkeit durch Unfall oder Krankheit zum Ziel.

## Formen des Gesundheitstourismus
Die Segmente des Gesundheitstourismus sind bisher nicht einheitlich unterteilt bzw. abgegrenzt, denn der Markt ist sehr vielfältig und bringt ständig neue Zweige hervor. Der gesundheitstouristische Markt unterteilt sich im Wesentlichen in die Teilmärkte „Medizintourismus“, „Präventions-/Rehabilitationstourismus“ (Kurtourismus), „Medical Wellness (-tourismus)“, „gesundheitsorientierter Urlaub“  und „Wellnesstourismus“.
Zwischen diesen Formen des Gesundheitstourismus gibt es Überschneidungen; die Grenzen sind zum Teil fließend. So finden sich die Angebote der deutschen Heilbäder und Kurorte in allen Teilmärkten, auch wenn sie schwerpunktmäßig dem Präventions-/Rehabilitations- und dem Wellnesstourismus zuzuordnen sind.

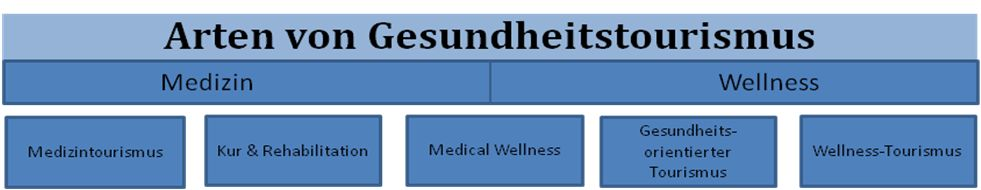
Arten von Gesundheitstourismus

### Medizintourismus
Der „Medizintourismus“, auch „Patienten-Tourismus“ oder „Klinik-Tourismus“ genannt, umschreibt diejenigen Formen des Gesundheitstourismus, bei denen ärztliche Behandlungen und operative Eingriffe, vornehmlich im Ausland, in Anspruch genommen werden. Hier lassen sich wiederum nach den primären Reisemotiven qualitäts- und kostenorientierte Erscheinungsformen differenzieren. Bei dem qualitätsorientierten Medizintourismus reisen Personen aus Staaten mit niedrigeren medizinischen Standards in Staaten mit höheren Standards, um sich dort medizinisch behandeln zu lassen. Der kostenorientierte Medizintourismus beschreibt das umgekehrte Phänomen: Personen aus Staaten mit einem hohen medizinischen Standard unterziehen sich in Staaten mit geringeren medizinischen Standards einer ärztlichen Behandlung. Reise-auslösende Motive sind dabei mögliche Kostenersparnisse und verkürzte Wartezeiten. Neben dem länderübergreifenden Medizintourismus ist an dieser Stelle auch auf die wohnortferne medizinische Behandlung im eigenen Land zu verweisen. Für die Kosten kommt in der Regel der Patient selbst auf.

### Vorsorge- und Rehabilitationstourismus
Der „Vorsorge- und Rehabilitationstourismus“ bezeichnet den klassischen „Kurtourismus“, der vor allem die Angebote der Heilbäder und Kurorte umfasst. Gemäß den Begriffsbestimmungen des Deutschen Heilbäderverbandes (DHV) und des Deutschen Tourismusverbandes (DTV) beinhaltet die medizinische Kur, fernab von der gewohnten heimatlichen Umgebung, „eine komplexe, ärztlich geleitete Übungsbehandlung zur Vor- und Nachsorge (Prävention und Rehabilitation) und eine kurative Behandlung für geeignete chronische Krankheiten und Leiden während bestimmter Phasen in einem länger dauernden Krankheitsverlauf.“ Seit dem 1. Januar 2000 wird der Begriff Kur in der deutschen Gesetzgebung nicht mehr verwendet. Ersetzt wurde er vor allem durch Bezeichnungen wie „Vorsorgeleistungen in anerkannten Kurorten“ oder „ambulante bzw. stationäre Rehabilitationsmaßnahmen.“ Im allgemeinen Sprachgebrauch hat sich der Kuraufenthalt wegen seiner weit zurückreichenden Geschichte dennoch gehalten. Der Vorsorge- und Rehabilitationstourismus ist zumeist ärztlich verordnet, die Kosten werden zumindest in Teilen von der Krankenkasse bzw. der Rentenversicherung übernommen.

### Medical Wellness (-tourismus)
Als Medical Wellness wird eine Verknüpfung von touristischen und medizinisch-therapeutischen ‚Wellness‘-Leistungen bezeichnet. Die medizinischen Leistungen werden als Basis oder Ergänzung zu Wellness-Angeboten auf einer seriösen Basis erbracht. Es werden demzufolge keine Leistungen und Produkte berücksichtigt, die sich nur mit dem Bereich Wellness oder Tourismus ohne medizinischen Aspekt befassen.

### Gesundheitsorientierter Urlaub
Mit fließendem Übergang von den stärker klinisch-medizinisch geprägten Reiseformen sinkt nun in der Sparte des gesundheitsorientierten Urlaubs (Urlaub mit Gesundheitsorientierung) der medizinische Aspekt deutlich ab. Die Intensität liegt hier im vordergründig touristischen Sinne, aktiv „etwas für die Gesundheit zu tun“. Hier werden zwar gesundheitliche Aspekte, wie z. B. Bewegung, vernünftige Ernährung, Entspannung, beachtet, doch im Unterschied zu Medical Wellness und höher ist die Erhaltung bzw. Verbesserung der persönlichen Gesundheit nicht das primäre oder alleinige Reisemotiv. Der selbstbestimmte Einsatz von privaten Urlaubstagen und die individuelle Destinationswahl überwiegen bei dieser Reiseart, sodass die geeigneten Destinationen mit modernen Marketingmethoden aktiv um Gäste werben müssen.
Die Forschungsgruppe Urlaub und Reisen e. V. (FUR) unterscheidet in diesem Rahmen
- den „Gesundheitsurlaub i.e.S.“,[33]
- „Fitnessurlaub“ und
- die „Kur im Urlaub - Urlaub mit Kuranwendungen“ sowie auch
- Wellnessurlaub[34]

Letzterer soll aber eine eigene und damit folgende Kategorie darstellen.

### Wellnesstourismus
Beim „Wellnesstourismus“ handelt es sich um selbstinitiierte und -finanzierte Gesundheitsförderung, für die Fitness, Körperpflege, gesunde Ernährung, Entspannung, Meditation, geistige und soziale Aktivität/Bindung konstitutiv sind. Reisemotive sind das eigene Wohlbefinden sowie die Suche nach Erholung. Wellnesstourismus wird nach Lanz Kaufmann „als die Gesamtheit der Beziehungen und Erscheinungen, die sich aus der Reise und dem Aufenthalt von Personen mit dem Hauptmotiv der Erhaltung oder der Förderung ihrer Gesundheit ergeben“ definiert. Weiter heißt es „Der Aufenthalt erfolgt in einem spezialisierten Hotel mit entsprechender Fachkompetenz und individueller Betreuung, wobei ein umfassendes Leistungsbündel bestehend aus folgenden Elementen angeboten und nachgefragt wird: körperliche Fitness, gesunde Ernährung, Entspannung, geistige Aktivität“. Der Begriff „Wellness“ ist rechtlich nicht geschützt, das heißt, es gibt keine allgemeingültigen, einheitlichen Kriterien zu seiner Bestimmung. Infolgedessen haben sich im Bereich des Wellnesstourismus verschiedene Qualitätszeichen, sowohl von Interessensverbänden als auch touristischen Akteuren, herausgebildet.

## Einflussfaktoren des gesundheitstouristischen Marktes
Der Gesundheitstourismus in Deutschland befindet sich im Moment in einer zunehmend dynamischen Entwicklung. Die Entwicklung eines „Neuen Gesundheitstourismus“ wird von vier Markttreibern forciert.
Diese sind:
- Wertewandel – steigendes Gesundheitsbewusstsein,
- Demographischer Wandel – neue Zielgruppen,
- Wandel der Rahmenbedingungen – offene Marktstruktur und
- Wandel der Anbieter – Innovationen und Kooperationen.[40]

### Wertewandel – steigendes Gesundheitsbewusstsein
Die steigende gesellschaftliche Bedeutung des Gesundheitstourismus spiegelt sich in der zunehmenden Wertschätzung der persönlichen Gesundheit wider. Bei vielen Menschen entsteht der Wunsch, „etwas für die Gesundheit zu tun“ (Reisemotiv der jährlichen Reiseanalyse (RA)). Die Patienten sind somit keine passiven Nutzer von Gesundheitsdienstleistern mehr, sondern werden zu aktiven Gestaltern. Das gesundheitliche Wissen steht nun nicht mehr nur allein medizinischen Fachkreisen zur Verfügung, sondern auch für interessierte Laien.
Gesundheit wird als Säule eines bewussten Lebensstils betrachtet, in dem Themen wie gesunde Ernährung, Fitness, gesunde Lebensführung und Vorbeugung von Krankheiten eine immer wichtigere Rolle im Leben einnehmen.

### Demographischer Wandel – neue Zielgruppen
Der zukünftige Gesundheitstourismus wird verstärkt durch den demographischen Wandel beeinflusst. Die Rahmenbedingungen eines Urlaubsortes treten immer mehr in den Mittelpunkt. Aufgrund der Verschiebung der Altersstrukturen werden sowohl bauliche Barrierefreiheit als auch medizinisch-therapeutische Grundsicherung am Urlaubsort notwendig.
Des Weiteren kommt es zu veränderten Ansprüchen und Bedürfnissen. Primärprävention hinsichtlich Altersbeschwerden und Attraktivitätsverlust wird immer gefragter. Trotz steigendem Alter oder Krankheit möchte man nicht auf Urlaub verzichten. Gesundheitstouristische Angebote der Sekundärprävention/Tertiärprävention nehmen daher zu.

### Wandel der Rahmenbedingungen – offene Marktstruktur
Der Gesundheitstourismus wurde bisher vorrangig von kurativen Aufenthalten in prädikatisierten Kurorten und Heilbädern bestimmt. Durch Veränderungen im Gesundheitswesen haben sich auch die Rahmenbedingungen für Gesundheitstourismus grundlegend verändert. Aufgrund des Rückzuges der Sozialversicherungsträger werden die bisherigen marktprägenden, kurfokussierten Anbieter deutschlandweit zu einer Neuausrichtung angespornt.
Gleichzeitig entsteht die Möglichkeit, dass neue Anbieter auf den Markt kommen. Diese nehmen nicht nur am bisherigen gesundheitstouristischen Markt teil, sondern prägen diesen durch innovative, zielgruppenscharfe Angebotsformen und neue Vertriebswege. Der Markt steht demzufolge an der Schwelle zu einem „Neuen Gesundheitstourismus“. Einige Ausprägungen werden bereits heute an manchen Angeboten sichtbar. Allerdings liegt der größte Teil der Entwicklung wohl erst in der Zukunft.

### Wandel der Anbieter – Innovationen und Kooperationen
Das Angebotsspektrum im Gesundheitsmarkt wird immer größer und spezifischer. Tourismusübergreifende Anbieterkooperationen eröffnen neue Vertriebswege. Um das Innovationsziel im Gesundheitstourismus zu aktivieren, sind Zusammenarbeit mit Medizin sowie Medizin- und Kommunikationstechnologie wichtige Treiber. Diese Treiber bieten durch Themen wie Wandern, Radfahren, Landschafts- und Naturerlebnis ein großes Innovationspotenzial.
Der Gesundheitstourismus hat zudem die Aufgabe, Medizin und Therapie optimal mit den bisherigen touristischen Strukturen zu verknüpfen.
Der „Neue Gesundheitstourismus“ befindet sich in einer frühen Marktphase. Für Anbieter offerieren sich reichlich Potenziale und Nischen für Spezialisierungen. Es wird von ihnen abhängen, ob die hervorragenden Möglichkeiten in echte Nachfrage umzuwandeln sind und sie dabei konkurrenzfähig agieren können.

## Historische Einordnung und Entwicklung der Heilbäder und Kurorte

### Lebenszyklus von Thermalkurorten
Die Entdeckung von Thermalquellen lässt sich mittlerweile bis ins 14. Jahrhundert zurückführen. Aus dieser Entdeckung heraus entwickelten sich nach und nach Gesundheitsbehandlungen. Dies führte dazu, dass im 18. und 19. Jahrhundert erfolgreiche Gesundheitsdestinationen entstanden. 1793 wurde das erste deutsche Seebad Heiligendamm gegründet.
Nach den zwei Weltkriegen kam es zu einer zunehmenden Bedeutungslosigkeit von Thermalkurorten. Es folgte ein steigender Verfall der Infrastruktur gegen Ende des 20. Jahrhunderts. Thermalkurorte hatten lange Zeit ein verstaubtes Image, was mit einem Attraktivitätsverlust vieler Kurorte einherging. Allerdings führten Revitalisierungsmaßnahmen zu Beginn des 21. Jahrhunderts zu einem erneuten Aufschwung.

### Heutige Einteilung der Heilbäder und Kurorte
Die Heilbäder und Kurorte lassen sich in vier Sparten gliedern:
- Mineral- & Moorheilbäder und Orte mit Heilquellenkurbetrieb,
- Kneippheilbäder und Kneippkurorte,
- Heilklimatische Kurorte und Luftkurorte und
- Seeheilbäder und Seebäder.

In Deutschland gibt es aktuell ca. 370 Heilbäder und Kurorte. Allerdings handelt es sich hierbei um eine sich ständig verändernde Anzahl.
Die ca. 160 Mineral- & Moorheilbäder und Orte mit Heilquellenkurbetrieb bilden die größte Sparte der Heilbäder und Kurorte. Sie verfügen über ortsgebundene Heilmittel des Bodens wie Heilwässer, Mineral- und/oder Thermalquellen, Moore, Peloiden und Heilgase. Diese finden Anwendung als Trinkkuren, Bewegungs-, Wannen- und Sprühbäder, Packungen oder auch Inhalationen.
Mit einer Anzahl von ca. 70 Kneippheilbädern und Kneippkurorten bilden sie die zweitgrößte Sparte der Heilbäder und Kurorte in Deutschland. Hier stehen im Unterschied zu den anderen Bädersparten keine ortsgebundenen Heilmittel im Vordergrund. Es wird sich nach dem ganzheitlichen, kurtherapeutischen Behandlungskonzept (Kneipp-Medizin) nach Sebastian Kneipp gerichtet. Dieses besteht aus fünf elementaren Säulen: den medizinisch anerkannten Wasserheilverfahren, Methoden der Lebensordnung, der Wirkung von Heilkräutern sowie Bewegungs- und Ernährungstherapien.
In Deutschland gibt es 52 heilklimatische Kurorte und Luftkurorte. Diese bieten eine ständig kontrollierte, sehr hohe Luftqualität. Das Klima, welches hier als natürliches Heilmittel dient, als auch die besondere Luftreinheit wirken durch Reize auf den Organismus des Kurgastes. Parallel fungiert der Wald als natürlicher Filter. Er sorgt dafür, dass der Ozongehalt niedrig gehalten wird und die Wärmebelastung für den Körper ausgeglichener und geringer ist.
Die kleinste Sparte der Heilbäder und Kurorte in Deutschland bilden die 43 anerkannten Seeheilbäder und 50 Seebäder. Sie nutzen die Heilmittel des Meeres u. a. Meeresklima, Meereswasser oder auch Meeresschlick. Die Heilbäder liegen an der Meeresküste oder in direkter Nähe. Ein sehr wichtiger Faktor sind die klimatischen Verhältnisse. Dieses Klima wird häufig als „Seeklima“ bezeichnet.

## Gesundheitstouristische Destinationen und Anbieter im Gesundheitstourismus
Die gesundheitstouristische Destination bietet ein abgegrenztes Dienstleistungsbündel, das sie als klare Kernkompetenz nach außen darstellt, ist aber nie von einem Produkt oder einer Zielgruppe allein abhängig.
Die moderne Gesundheitsdestination ist mehr als die Summe ihrer Einzelbetriebe. Sie ist ein Cluster aus modernen Gesundheits- und Bildungseinrichtungen, natürlichen Ressourcen, Sportstätten, Kulturangebot, Einzelhandel und Gastronomie, Beherbergung sowie Infrastruktur.
Die Größe der Destination kann im Gesundheitstourismus stark variieren. Im Kurtourismus zum Beispiel bildet ein gesamter Ort oder ein größerer Ortsteil eine Destination. Für eine Zertifizierung ist die Beschreibung einer Grenze zwingend notwendig. Dementsprechend ist die Größe der Destination hier klar festgelegt. Ein Kurgast hingegen definiert die gesundheitstouristische Destination nicht zwingend nach den Zertifizierungsregeln, sondern eher individuell nach dem Erlebten.
„Die Grenzen einer erlebten Destination sind also in der Regel nicht von der Anbieterseite festzulegen, sondern werden durch die Wahrnehmung der Gäste definiert.“
Es gibt eine Vielzahl von Anbietern im Gesundheitstourismus. Diese lassen sich in verschiedene Gruppen einteilen. Anbieter sind u. a. Heilbäder und Kurorte, Sanatorien, Rehakliniken und Krankenhäuser, aber auch Medical Wellness Zentren sowie (Wellness-)Hotels oder Reiseveranstalter. Entscheidend für die Wahl des Anbieters ist das Anliegen des Gesundheitstouristen.

## Entwicklungstendenzen
Aufgrund des wachsenden Gesundheitsbewusstseins und in Folge des demographischen Wandels scheint die Möglichkeit geschaffen, dass sich die Nachfrage im Gesundheitstourismus in den nächsten Jahren vergrößern wird. Zudem geht es hierbei nicht nur um den Fakt, dass die Menschen immer mehr Eigenverantwortung für ihre Gesundheit übernehmen, sondern dass auch immer mehr Betriebe in die Gesundheit ihrer Mitarbeiter investieren. Demzufolge erhält Gesundheit im Urlaub eine immer wichtigere Bedeutung.
Der „Neue Gesundheitstourismus“ befindet sich noch in einer Anfangsphase, da Tourismus und Gesundheitswirtschaft erst beginnen, Synergien zu bilden und diese systematisch zu nutzen.
Insgesamt werden bisher nicht alle Potenziale und Nischen ausgeschöpft. Damit dies gelingen kann, müssen noch viele Herausforderungen gemeistert werden wie z. B. der steigende Wettbewerbsdruck oder auch die Frage der Nachhaltigkeit im Gesundheitstourismus.
Definitiv ist aber zu erwähnen, dass der Gesundheitstourismus in Zukunft eine immer wichtigere Rolle im Leben eines jeden Menschen einnehmen wird.